# Maria de Lourdes Costa Arthur
Maria de Lourdes Costa Arthur (Setúbal, Amora (Seixal), 10 de março de 1924 — 2003) foi uma arqueóloga e feminista portuguesa. Foi a primeira arqueóloga portuguesa a trabalhar de forma sistemática numa ação de salvamento na Quinta de São João no Seixal, em 1950.
Anteriormente a ela, a primeira mulher a realizar trabalhos arqueológicos em Portugal foi Vera Leisner em conjunto com o seu marido, Georg Leisner. Com isto abriu-se um precedente da atuação da mulher no campo da Arqueologia em Portugal, com pelo menos sete mulheres a trabalharem na área da arqueologia e da museologia desde a década de 1940, embora até 1969 apenas figurem no Endovélico cinco arqueológas, constituindo apenas 7% dos arqueólogos registados.

## Biografia

### Nascimento e família
Maria de Lourdes Costa Arthur nasceu a 10 de março de 1924 na casa de seus avós maternos em Amora, concelho do Seixal, num período em que Portugal atravessava uma crise turbulenta marcada pelo advento da participação do país na I Guerra Mundial e pelo refazer do regime sidonista de 1918. Era filha de Valentim Arthur, proprietário de armazém de comércio de víveres e de garagem, e de Cristina Rodrigues da Costa Arthur. Mais tarde, passou a residir com a família em Cacilhas. O contexto familiar em vivia permitiu-lhe concretizar os seus objetivos académicos alimentados por um liberalismo convicto, ainda que católico.

### Formação académica
Maria de Lourdes Costa Arthur teve um percurso académico mais rico que outras mulheres do seu tempo. Fez o Curso dos Liceus no Colégio Parisiense, o primeiro liceu de raparigas que houve em Lisboa, enquanto participava no Curso Geral de Piano com exames completados no Conservatório Nacional de Lisboa. Foi admitida no Curso Superior do referido Conservatório, algo que pôs de parte em favor do curso de Filologia Românica na Faculdade de Letras da Universidade de Lisboa, a partir de 1943. Entre 1945 e 1949 ingressou no curso de Ciências Históricas e Filosóficas, com especialidade em História.
As suas perspetivas profissionais poderiam ter passado pela docência, uma vez que se inscreveu em cadeiras da Secção de Ciências Pedagógicas em 1943. Esteve, posteriormente, inscrita em disciplinas suplementares de Psicologia Experimental e de Teoria do Conhecimento, algo essencial caso pretendesse prosseguir o professorado.  No entanto, cedo ficou clara a sua paixão pela Arqueologia e, em particular, pelas áreas da Antiguidade Clássica e da Epigrafia. O convite do professor de Arqueologia, Manuel Heleno, para esta jovem mulher escrever um artigo sobre “Arqueologia Concelho do Seixal” apenas serviu para espicaçar e evidenciar esta tendência. Maria de Lourdes acabaria por apresentar o dito artigo no XIII Congresso Luso-Espanhol para o progresso das Ciências, realizado entre 23 e 29 de outubro de 1950. A partir de então a sua atuação exponenciou-se e a arqueóloga passou a participar em várias escavações no estrangeiro, embora em sítios arqueológicos não romanos, no sentido de aperfeiçoar as suas técnicas de trabalho de campo.
Todo este encaminhamento acabou por direcionar a sua tese de licenciatura que, sob a orientação de Manuel Heleno, aborda um estudo comparativo entre o balneário de Miróbriga com outros edifícios conhecidos semelhantes do mundo romano. Neste estudo a autora propõe uma classificação das salas do museu municipal setubalense. Os resultados desta investigação culminaram na sua tese intitulada, “A Romanização no Distrito de Setúbal”, que foi apresentada em 1952, no âmbito da reunião do Instituto Português de Arqueologia, História e Etnografia, e avaliada em 14 valores. O seu trabalho granjeou múltiplos elogios junto dos mestres, sobretudo, espanhóis, pela sua ligação a Espanha, por via de congressos e apresentações. Efetivamente, durante o período de desenvolvimento da sua tese, Maria de Lourdes participou em vários encontros e projetos ligados à Arqueologia.
Maria de Lourdes continuou a sua formação em Madrid, junto de Antonio García y Bellido, uma pessoa que, quer pelo prestígio quer pela carreira, lhe granjeava oportunidades e a integração numa rede de contactos científicos e de transmissão e receção de conhecimentos. Maria de Lourdes passou a consagrar-se aos estudos clássicos, arqueológicos e artísticos, o que terá sido uma conjugação certamente apreciada por García y Bellido, que sabendo o estado embrionário da Arqueologia em Portugal, viu nesta jovem arqueóloga e nos seus contactos portugueses as qualidades necessárias para a obtenção de elementos e informações fiáveis de modo a poder construir a sua narrativa sobre a Ibéria clássica.  Nos anos que se seguiram, o percurso de Maria de Lourdes levou-a a iniciar trabalhos em Itália e depois em Espanha. Para além de trabalhar em Madrid com o Professor Garcia y Bellido, Maria de Lourdes colaborou com o Professor Martin Almagro em Barcelona, com o Professor Fernand Benoit em Marselha, e com o Professor Nino de Lambóglia em Itália.
Acabou por se fixar em Espanha, onde frequentou o curso de Arqueologia do Instituto de Arqueologia “Rodrigo Caro” do Consejo Superior de Investigaciones Científicas, onde finalmente se especializa em Arqueologia Clássica dentro das principais escolas europeias. Acaba por ser financiada pelo CSIC, através do financiamento colocado à disposição do IAC. O IAC tinha fortes expectativas para Maria de Lourdes e um apreço particular pela sua formação no estrangeiro, de forma a reforçar a intenção de aplicar os conhecimentos adquiridos ao estudo da presença clássica em território nacional, com a perspetiva de vir a desempenhar as funções de conservadora de museu arqueológico, contribuindo para o estudo, a preservação e a divulgação de artefactos nele contidos, numa altura em que um dos mentores de Maria de Lourdes, João Couto, procura reorganizar os museus nacionais de acordo com parâmetros internacionais.

### Carreira profissional

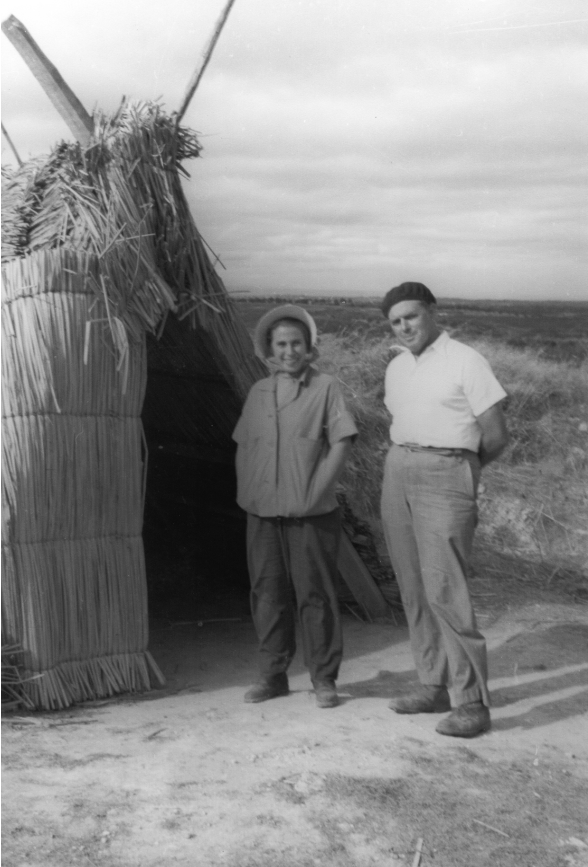
Mª de Lourdes Costa Arthur e Afonso do Paço (1952)

Em 1950, Maria de Lourdes Costa Arthur preparava a tese de licenciatura enquanto colaborava no atual Museu Nacional de Arqueologia, cujo diretor era o seu orientador Manuel Heleno, que então acumulava funções de diretor na Faculdade de Letras da Universidade de Lisboa. É neste contexto que Maria de Lourdes, na dupla condição de aluna e colaboradora do Museu, toma conhecimento, a 31 de Março, da existência de ossos e de outros materiais que apareceram numa ação agrícola em curso na Quinta de São João em Arrentela, Seixal. Maria de Lourdes recebeu esta notícia através do Juiz da Comarca do Seixal, então amigo da família. Este, por sua vez, fora alertado pelo Delegado de Saúde, a quem o proprietário mostrara os achados entregues pelos trabalhadores agrícolas, assustados com a possibilidade de crime. Felizmente, os achados encontrados no local obtiveram reconhecimento de valor arqueológico.
Todavia, o entusiasmo da jovem Maria de Lourdes sofreu forte revés quando se deslocou ao sítio no dia seguinte, uma vez que os achados arqueológicos não foram devidamente seriados e salvaguardados, encontrando-se depositados a monte e expostos ao sol. Não obstante, Maria de Lourdes observou e registou a existência de túmulos, recolheu fragmentos ósseos e cerâmicos (de ânforas, tampas, telhas e tijolos) e duas moedas cunhadas no século I d.C. (Augusto e Otão), ao qual doou ao Museu Etnológico de Belém  à exceção das duas moedas que ficaram no poder do Dr. Delegado de Almada.
Apesar dos problemas científicos e metodológicos com que Maria de Lourdes se deparou, os trabalhos de recolha de espólio na Quinta de São João resultaram na primeira intervenção arqueológica dirigida por uma mulher registada no Endovélico.

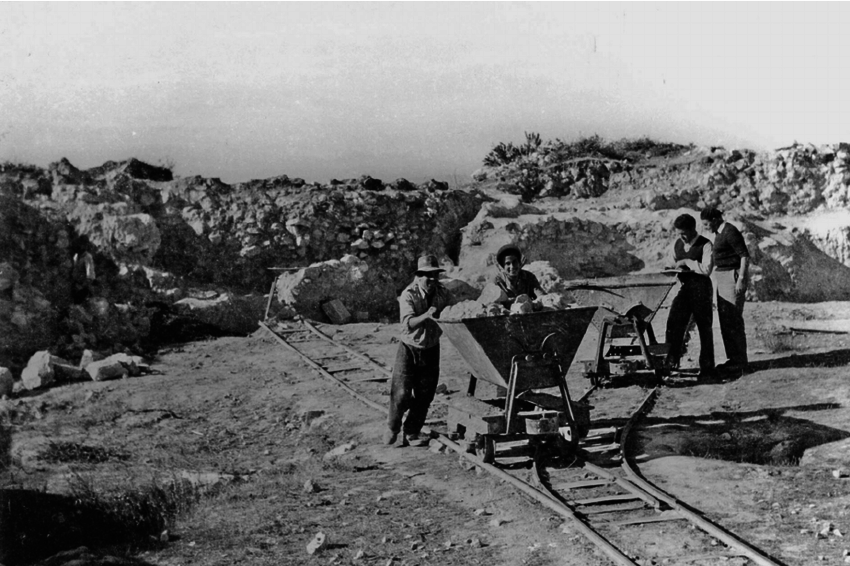
Sistema de carris-vagonetas (1952)

Em 1951, Maria de Lourdes compartilhou a direção de trabalhos com Afonso do Paço na fortificação calcolítica de Vila Nova de São Pedro (VNSP), concelho da Azambuja. Este povoado pré-histórico, conhecido no local pela designação popular de "Castelo ", teve um maior destaque e aperfeiçoamento através dessa colaboração, uma vez que resultou numa melhoria considerável na qualidade dos relatórios publicados e nas observações estratigráficas anteriormente vagas para mais precisas e enquadradas a nível cronológico e cultural. É através da participação conjunta de Maria de Lourdes com Afonso do Paço que surge a primeira tentativa de representação da planta da fortificação, bem como as primeiras fotografias com alguma qualidade.  Apesar da excelente colaboração com Afonso do Paço, Maria de Lourdes participou em apenas três campanhas de escavações, as de 1951, 1952 e 1953. 

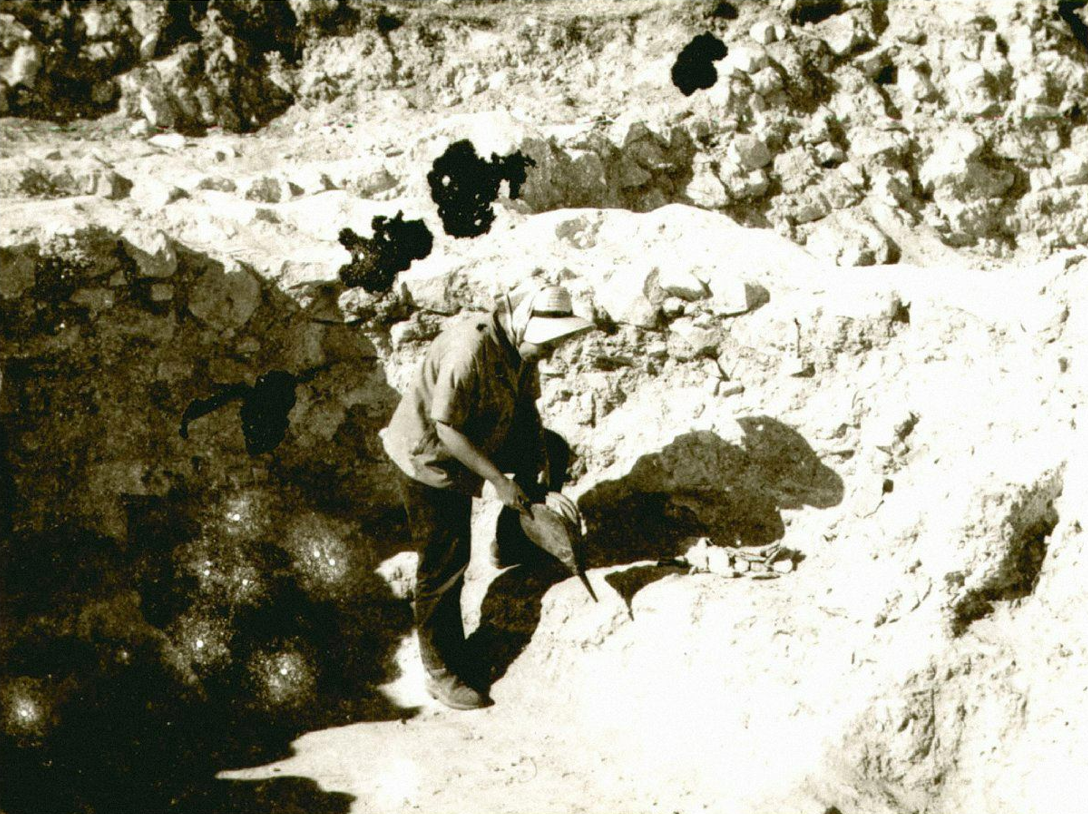
Mª de Lourdes Costa Arthur (1952)

Ainda nos anos 1950, Maria de Lourdes participou em trabalhos arqueológicos em Almada e Santo André, em colaboração com Afonso do Paço, desenvolvendo estudos sobre a romanização. Terminado o Curso, Maria de Lourdes começou a dedicar-se somente à Arqueologia, tomando parte em escavações e congressos, aos quais apresentava comunicações com regularidade.
No ano de 1953, a jovem arqueóloga levou a cabo a atualização da biblioteca de Vila Nova de São Pedro, programou a sua investigação doutoral, integrou o Conselho Municipal de Arte e Arqueologia de Almada, e associou-se à Associação dos Arqueólogos Portugueses na qualidade de “sócia correspondente”. Graças ao seu rigor científico e à constante colaboração com Afonso do Paço, conferiu a Maria de Lourdes uma visibilidade potenciada em circuitos arqueológicos portugueses e espanhóis, apesar do período histórico em que vivia bastante alheio ao papel da mulher fora da esfera doméstica.
Nos anos 40, as ruínas romanas de Miróbriga, em Santiago do Cacém, foram consideradas Imóvel de Interesse Público, e foi nesse âmbito que se assistiu a uma maior valorização das mesmas, bem como das suas termas. Houve então várias campanhas de escavação ao longo do século, inclusive nos anos de 1954 e 1955, dirigidas por Afonso do Paço e por Maria de Lourdes.  Contudo, por falta de meios económicos acabe por não publicar, na época, os resultados. Viría a publicar parte dos resultados em 1983, na revista Caesaraugusta.
Mais tarde, Maria de Lourdes foi nomeada pelo Instituto de Cultura Portuguesa leitora de Português da Universidade de Valência, foi colaboradora do Jornal de Almada (2ª série) sob a rubrica Retalhos Históricos, fez parte da Comissão de Arte e Arqueologia do Concelho de Almada e salvou o arquivo da Câmara Municipal de Almada, fazendo-o transportar do Lavadouro Público, onde se encontrava, para uma sala daquele edifício. Pronunciou também uma palestra, “O Porquê do São João” em Almada, baseada em documentos históricos, nos Paços do Concelho, que foi posteriormente publicada.
Em 1956, Maria de Lourdes expressa a intenção de dirigir as escavações em Troia e, consequentemente, voltar a Espanha, não como bolseira, mas já como arqueóloga experiente pronta a continuar a sua profissão. No entanto, começa a afastar-se das atividades arqueológicas de forma gradual até o seu matrimónio nesse mesmo ano. Não há registo sobre este desfecho. Poderemos afirmar que Maria de Lourdes ambicionava continuar as campanhas de escavação após os trabalhos arqueológicos bem-sucedidos em Miróbriga no ano anterior. Houve, de facto, vários obstáculos que poderão ter sido o motivo do seu afastamento da área em que sempre se dedicou com tanto zelo. As entidades competentes de Espanha não lhe concederam equivalência ao curso da Faculdade de Letras da Universidade de Lisboa. Para além disso, o contexto social e cultural em que se inseria restringia a participação feminina na vida pública, onde o papel da mulher estava restrito às tarefas familiares e domésticas em que, a partir de 1956, a sua condição altera-se de mulher solteira para mulher casada e mãe. Maria de Lourdes acabaria por se dedicar inteiramente à sua nova família com a qual percorreu outros caminhos. 
Maria de Lourdes Costa Arthur foi sem dúvida uma pioneira do trabalho das mulheres na Arqueologia em Portugal. Foi a primeira mulher no país a receber uma bolsa do Estado português para estudar Arqueologia no estrangeiro. Para além disto, destaca-se por ter sido uma das primeiras sócias arqueólogas da Associação de Arqueólogos Portugueses, à qual se afiliou em 1955, e do Instituto Português de Arqueologia, História e Etnografia. Devido à invisibilidade das mulheres na época em que viveu, a sua produção científica não ficou tão conhecida, mas Maria de Lourdes foi, de facto, autora de vários trabalhos académicos e foi uma arqueóloga experiente com contacto direto com o trabalho de campo. 

### Casamento
Em Janeiro de 1956, Maria de Lourdes Costa Arthur contraiu matrimónio em Fátima com António Ubieto Arteta, Catedrático da Universidade de Santiago de Compostela, primeiro, da Universidade de Valência (1958-1977) e, mais tarde, da Universidade de Saragoça em 1977, onde nasceu, fixando residência em Espanha.  Faleceu a 1 de fevereiro de 1990 aos 66 anos de idade, deixando Maria de Lourdes viúva aos 65 anos de idade.

### Falecimento
Maria de Lourdes Costa Arthur faleceu em 2003. Contudo, o local, o dia e o mês não foram divulgados devido ao contexto privado da sua vida familiar.

## Homenagens
No Dia Internacional das Mulheres, celebrado a 8 de março de 2018, a UNIARQ, Centro de Arqueologia da ULisboa, prestou homenagem a todas as mulheres que investigam, ensinam e estudam Arqueologia na Faculdade de Letras da Universidade de Lisboa. UNIARQ promoveu uma pequena exposição evocativa, intitulada “A Arqueologia no Feminino”, em homenagem a algumas das mais importantes mulheres arqueólogas do passado, presente e futuro da área.
No dia 6 de março de 2024 teve lugar, na Sociedade de Geografia de Lisboa  o seminário «As Mulheres na Arqueologia: (estrati)grafias. Nos 100 anos do nascimento de Maria de Lourdes Costa Arthur».